# Halle de Wasigny
La halle de Wasigny est située à Wasigny, dans le département des Ardennes, en France.

## Description

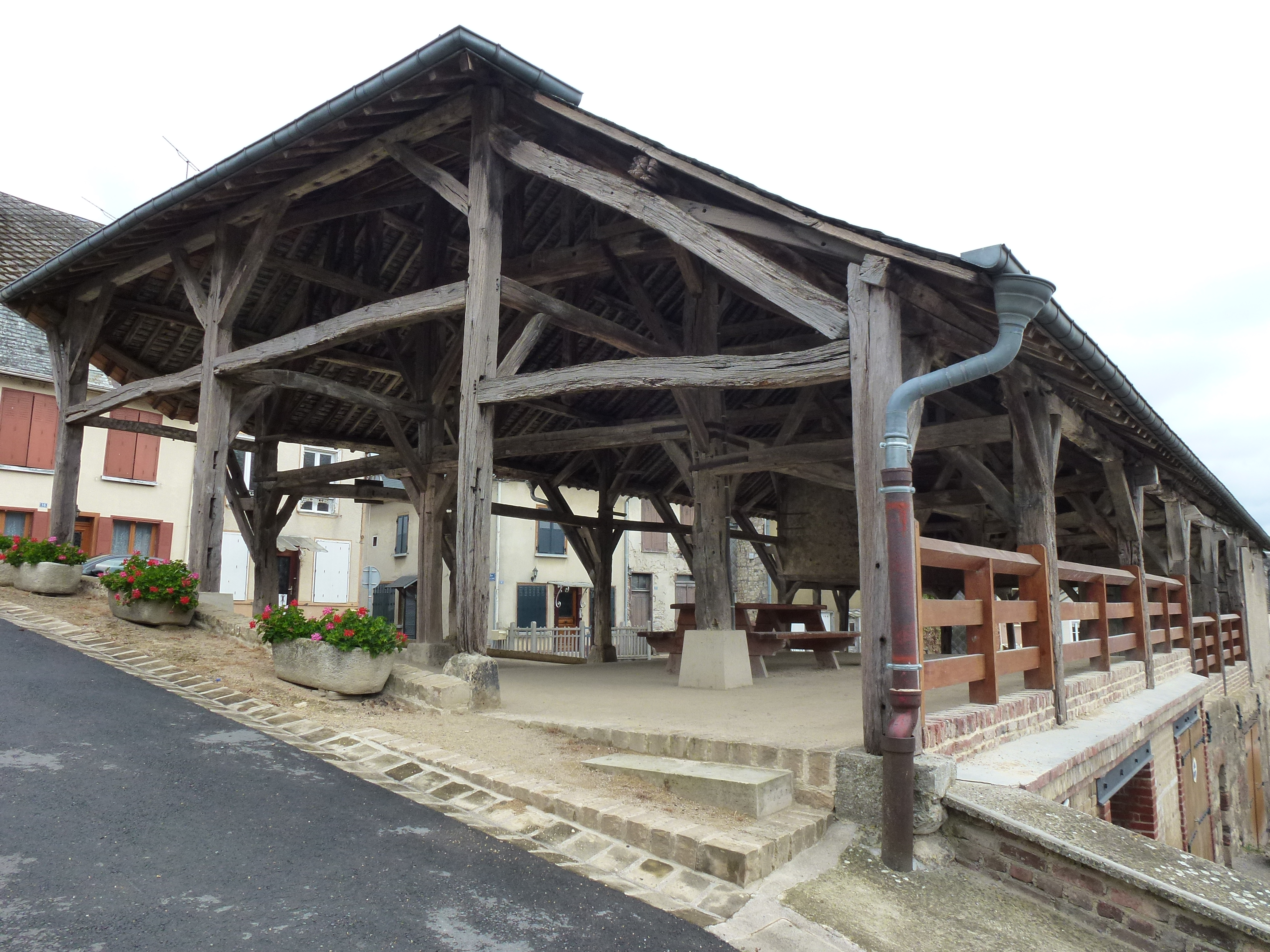

## Historique
L'édifice est inscrit au titre des monuments historiques en 1927.